# 阿魯納恰爾裸吻魚
阿魯納恰爾裸吻魚（学名：Psilorhynchus arunachalensis）為輻鰭魚綱鯉形目裸吻魚科的一個種，分布於亞洲印度阿魯納恰爾邦的雅魯藏布江流域，棲息在中底層水域，生活習性不明。